# Transición de Hungría (1989)
La transición de Hungría (conocida en idioma húngaro como Rendszerváltás) fue el periodo histórico de este país que culminó entre 1989 y 1990 con la caída de la República Popular de Hungría, el régimen comunista que había gobernado Hungría desde el final de la Segunda Guerra Mundial; la instauración de un régimen político parlamentario de corte democrático occidental y la adopción de un sistema económico capitalista. Este periodo se encuadra dentro de las denominadas Revoluciones de 1989 que supusieron el derrocamiento de los estados socialistas de estilo soviético de Europa Central y Oriental que tuvieron su punto álgido en la caída del muro de Berlín en noviembre de 1989.
La transición a la democracia de Hungría se ha calificado como la "reforma tranquila", ya que todo el proceso político vivido en el país durante esos años se caracterizó por la moderación y el diálogo, a diferencia de otros países de la Europa del Este.

## Antecedentes

### El final de la guerra
Tras el final de la Segunda Guerra Mundial, Hungría quedó ocupado por el Ejército Rojo y por las Conferencias de París, el país perdió otra vez todos los territorios que había "ganado" entre 1938 y 1941.
Se produjeron unas elecciones multipartidistas, en 1945, en las que el Partido de los Pequeños Propietarios, obtuvo el triunfo con el 57 % de los votos, el partido Socialdemócrata consiguió el 18 % y el partido Comunista el 17 %. Se formó un gobierno de coalición en el que estaban presentes cuatro partidos entre ellos los comunistas, que apoyados por los soviéticos, arrancaron al gobierno una progresiva serie de concesiones en lo que el dirigente comunista Mátyás Rákosi denominó táctica del salami, que logró minar el poder del gobierno electo e introducirse en el aparato del Estado.
En 1946, tras la presión soviética, los comunistas húngaros asumieron la cartera de Interior. Desde este ministerio, a través de la creación de la policía política (Államvédelmi Hatóság o ÁVH), se suprimió toda signo de oposición política, utilizando para ello la intimidación, acusaciones falsas, encarcelamientos y torturas. Como consecuencia de esta actividad, en 1948, todos los líderes de partidos no comunistas habían sido arrestados, silenciados, o habían huido del país. 
El periodo democrático multipartidaria terminó definitivamente en 1949, cuando el Partido Comunista Húngaro se fusionó con el Partido Socialdemócrata, dando lugar al Partido de los Trabajadores Húngaros, que presentó a las siguientes elecciones una candidatura única sin oponentes. Se declaró la República Popular de Hungría. y en 1949, el gobierno suscribió con la Unión Soviética un tratado de asistencia mutua, por el que Hungría otorgaba  a los soviéticos una presencia militar continua, asegurando un control político.
El 18 de agosto de 1949, el Parlamento húngaro aprobó una nueva constitución que tomó como modelo la constitución de 1936 de la Unión Soviética. El nombre oficial del país se cambió a República Popular de Hungría y el socialismo fue declarado como el objetivo principal de la nación. El escudo del país adoptó también símbolos comunistas como la estrella roja, una hoz y un martillo y una espiga de trigo.

### La invasión soviética
Entre octubre y noviembre de 1956, se produjo la denominada revolución húngara, que supuso una manifestación de disidencia planteada frente al sistema estalinista de Mátyás Rákosi, en pleno período de la Guerra Fría.  Comenzó como una protesta estudiantil, que se extendió a toda la sociedad húngara y que terminó convirtiéndose durante trece días en un desafío al sistema que había impuesto la Unión Soviética desde 1945. Terminó con una dura represión de la URSS, que llevaron sus tanques y soldados hasta Budapest a esto le siguió una fuerte represión interna que siguió al aplastamiento de la misma con miles de detenidos.

## El inicio de la caída

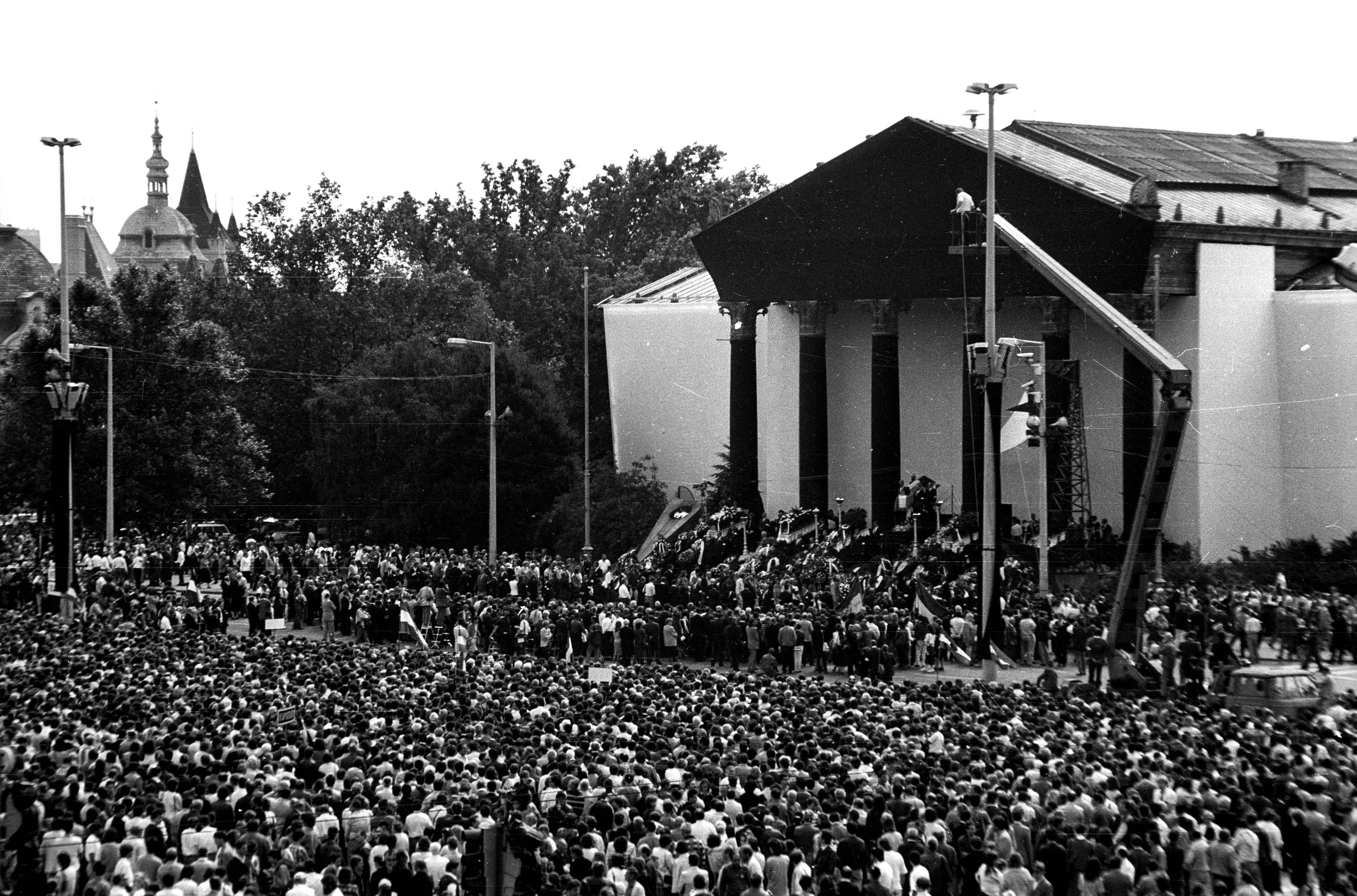
Homenaje póstumo celebrado el 16 de junio de 1989 en Budapest, en honor por los caídos durante la sublevación de 1956, Imre Nagy, Géza Losonczy, József Szilágyi, Miklós Gimes y Pál Maléter y en general por todas las víctimas. La asistencia fue masiva con más de 100 000 personas.

Entre 1987 y 1988, comenzó a fraguarse un descontento de la sociedad húngara frente a la situación económica y social, se notaba una caída del nivel de vida del país y una pérdida de capacidad adquisitiva, ya que la inflación subía progresivamente (entre el 15 y el 25 % anual) y en la que el comercio exterior, que había supuesto un elemento fundamental, notaba el desmoronamiento de la Unión Soviética. De manera paralela el país se había endudado bastante a lo largo de los años setenta y ochenta.
El 22 de mayo de 1988, János Kádár, que había sido secretario general del Partido Socialista Obrero Húngaro (PSOH) desde 1956 y máximo dirigente del país durante muchos años, presentó su renuncia en la Conferencia Nacional Extraordinaria del partido. A partir de este hecho se fueron acelerando en gran medida los cambios políticos y económicos.
El gobierno húngaro tomó medidas de carácter capitalista como la introducción de un impuesto sobre el valor añadido y un impuesto sobre la renta, así como la venta a manos privadas de determinadas propiedades públicas. Con la profundización de la crisis económica tomó más fuerza el ala reformista dentro del partido comunista y que llevó en noviembre de ese año a la dimisión del primer ministro Károly Grósz, perteneciente al sector más ortodoxo del partido y el nombramiento de Miklós Németh como sustituto.

## La transición

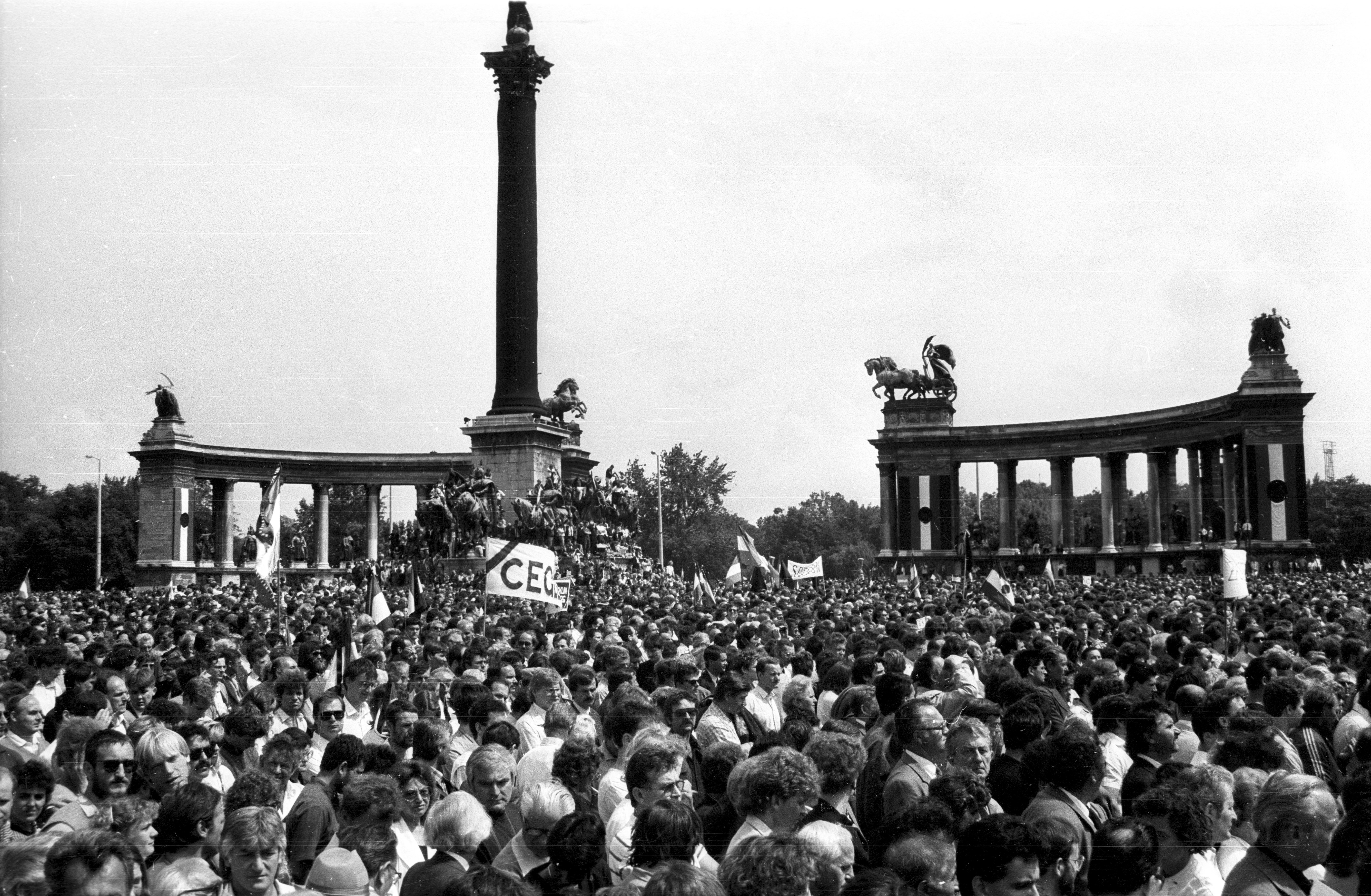
Manifestación en Budapest en 1989.

En la primavera de 1989, los movimientos sociales y los nuevos partidos políticos formados manifestaban ya sus críticas al gobierno. La introducción de precios libres en la economía hizo que la inflación llegase al 25 %. El desempleo hizo también su aparición cuando el Estado comenzó a liquidar algunas empresas públicas claramente deficitarias y se abrieron las vías de inversión al capital extranjero. 
En junio de ese mismo año, se formó una Mesa Nacional en la que se incluyó a todos los partidos políticos incluido el partido Comunista, para negociar el futuro del país. El 16 del mismo mes, en la Plaza de los Héroes de Budapest, hubo una ceremonia de homenaje a los restos de Imre Nagy y otros 4 líderes de la Revolución de 1956, que fueron reenterrados en un cementerio el mismo día; en dicha plaza dio un discurso Viktor Orbán, futuro primer ministro del país, pidiendo la retirada de las tropas soviéticas. En julio se celebraron unas primeras elecciones parciales a las que concurrieron los partidos de la oposición.
El 19 de agosto de ese año, se produjo el denominado Pícnic Paneuropeo que fue la contribución de Hungría a la caída del muro de Berlín algunos meses después. Ese agosto los gobiernos de Hungría y Austria decidieron abrir un paso libre en la frontera entre ambos países durante unas horas que aprovecharon muchos alemanes del Este para salir de su país y alcanzar la República Federal de Alemania. El 11 de septiembre de ese mismo año, Hungría abrió la frontera con Austria y permitió la salida de 50 000 alemanes del Este, para enfado del entonces dirigente de la RDA Erich Honecker. La frontera se abrió tras un acuerdo entre Hungría y la República Federal de Alemania, el entonces canciller alemán Helmut Kohl reveló que a cambio de la apertura de la frontera se otorgó un crédito de 500 millones de euros al gobierno húngaro.

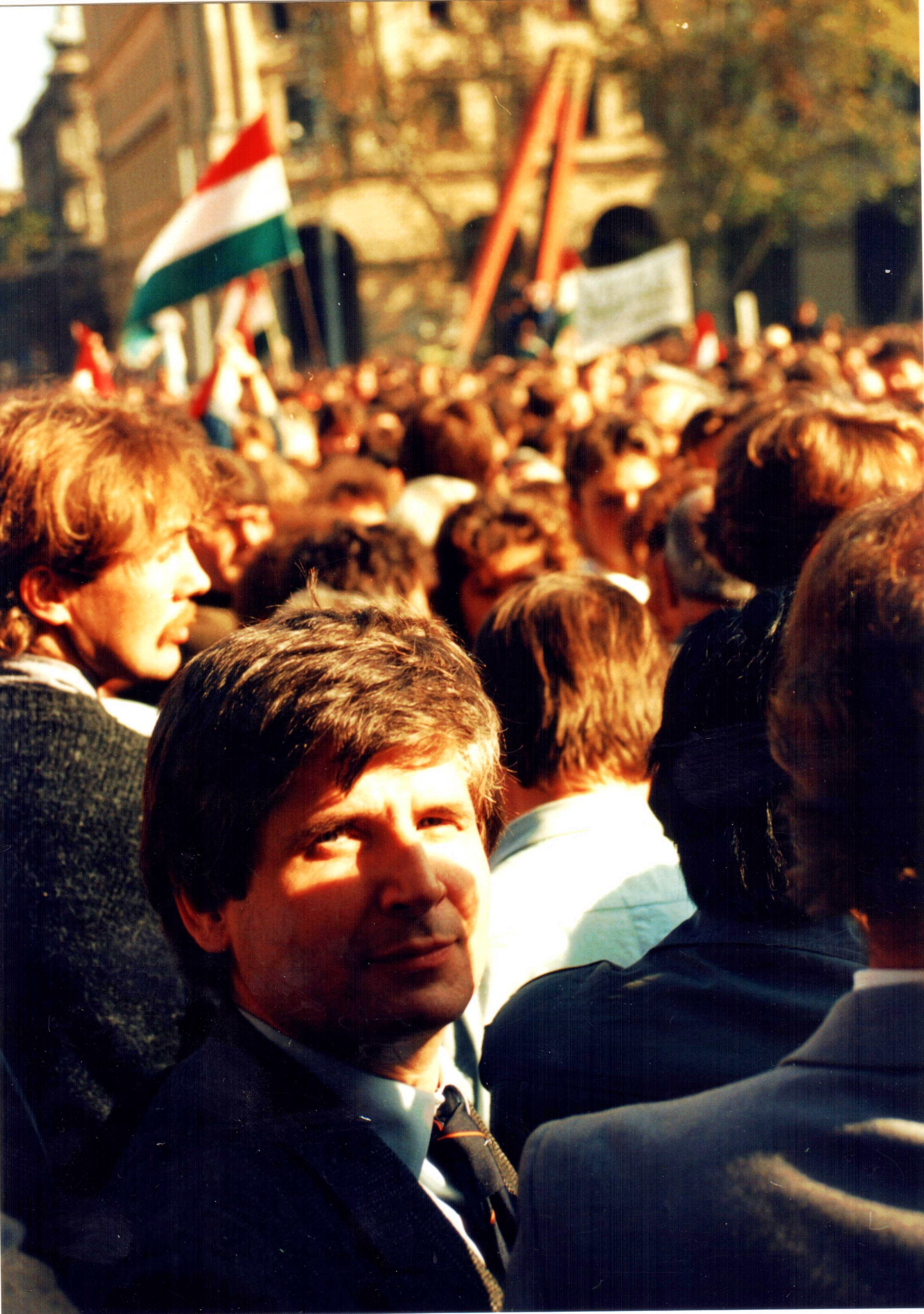
Proclamación de la República de Hungría el 23 de octubre de 1989.

El 7 de octubre de 1989 se reunió el último congreso del Partido Socialista Obrero Húngaro, el cual se autodisolvió y en su lugar se fundó el Partido Socialista Húngaro (PSH). Dos días después, el 9 de octubre, el economista Rezső Nyers fue elegido presidente del nuevo partido.
El 23 de octubre de 1989, fecha del aniversario del inicio de la revolución de 1956, el presidente interino Mátyás Szűrös proclamó la República de Hungría, desde un balcón del edificio del Parlamento, dejando de existir la República Popular de Hungría y el gobierno se convirtió en un gabinete de expertos y consejeros sin partidismo. Las paramilitares Milicias Obreras, creadas en 1957, fueron abolidas. Durante ese año 1989, el Estado húngaro vivió una reconstrucción de su sistema jurídico, con la aprobación de 59 leyes de suma importancia, que implicaron un cambio del sistema constitucional, la creación del Tribunal Constitucional y la aprobación de derechos fundamentales como viajar o expatriarse. El cambio que se experimentó en el país se produjo de una forma pacífica y en la que participaron los propios gobernantes procedentes del anterior sistema político.

## Elecciones general de 1990
En marzo de 1990, se celebraron elecciones legislativas con todos los partidos que dieron la victoria al centro derecha y József Antall, líder del Foro Democrático de Hungría, se convirtió en primer ministro. En junio de ese mismo año, las tropas rusas abandonaron definitivamente el territorio húngaro. La situación económica fue bastante delicada con la desaparición del COMECON, Alemania se empezó a consolidar como el mercado más importante de los productos húngaros y Estados Unidos se convirtió en el principal inversor, y la moneda nacional, el forinto, se depreció fuertemente